# Taiwanmes
Taiwanmes (Sittiparus castaneoventris) är en fågel i familjen mesar inom ordningen tättingar. Fram tills nyligen behandlades den som underart till samurajmesen.

## Utseende och läten
Taiwanmesen är en rätt liten (11–13 cm) mes med svart hätta och haklapp, vit kind, grå ovansida och kastanjebrun undersida. Den är lik samurajmesen som den tidigare ansågs vara en del av, men är tydligt mindre, är mörkare kastanjebrun under men saknar kastanjebrunt på manteln, har smalare vitt ovanför näbben och har mörkare rygg.

## Utbredning och systematik
Taiwanmesen förekommer som namnet antyder enbart på Taiwan. Tidigare behandlades den som en underart till samurajmes (S. varius) och vissa gör det fortfarande. De flesta taxonomiska auktoriteter har dock delat upp samurajmesen i fyra arter på basis av studier som visar på tydliga genetiska och utseendemässiga skillnader, förutom taiwanmesen även izumes (S. owstoni) och iriomotemes (S. olivaceus).

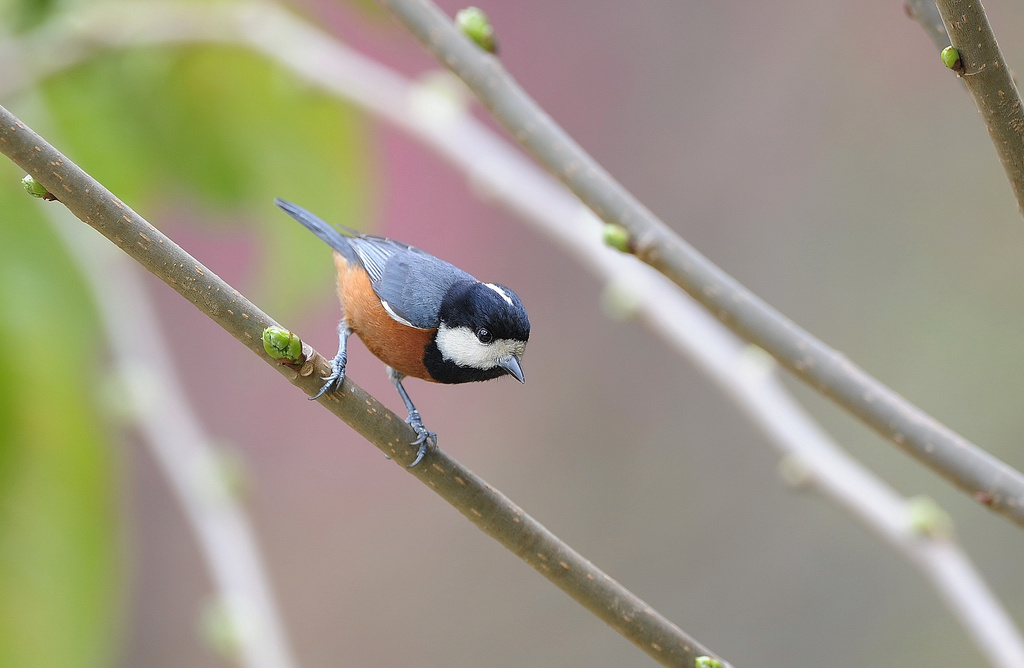

### Släktestillhörighet
Tidigare fördes samurajmesen, och därmed taiwanmesen, till Poecile (som ännu tidigare inkluderades i ett stort Parus), men urskiljs numera oftast som ett eget släkte efter DNA-studier. Iriomotemesen förs därför också dit.

## Levnadssätt
Taiwanmesen förekommer i öppna löv- och blandskogar. Den undviker vanligen urbana miljöer och byar. Föda och födosökningsbeteende tros vara mycket lika samurajmesens, medan ingen information finns om dess häckningsbiologi.

## Status och hot
Arten har ett rätt begränsat utbredningsområde och tros minska i antal, dock inte tillräckligt kraftigt för att den ska betraktas som hotad. Internationella naturvårdsunionen IUCN kategoriserar därför arten som livskraftig (LC).